# 夜疑神社
夜疑神社（やぎじんじゃ）は、大阪府岸和田市にある神社。社格は旧郷社。

## 祭神
- 布留多摩命
  - 八幡大神
  - 春日大神
  - 菅原道真　ほか

## 歴史

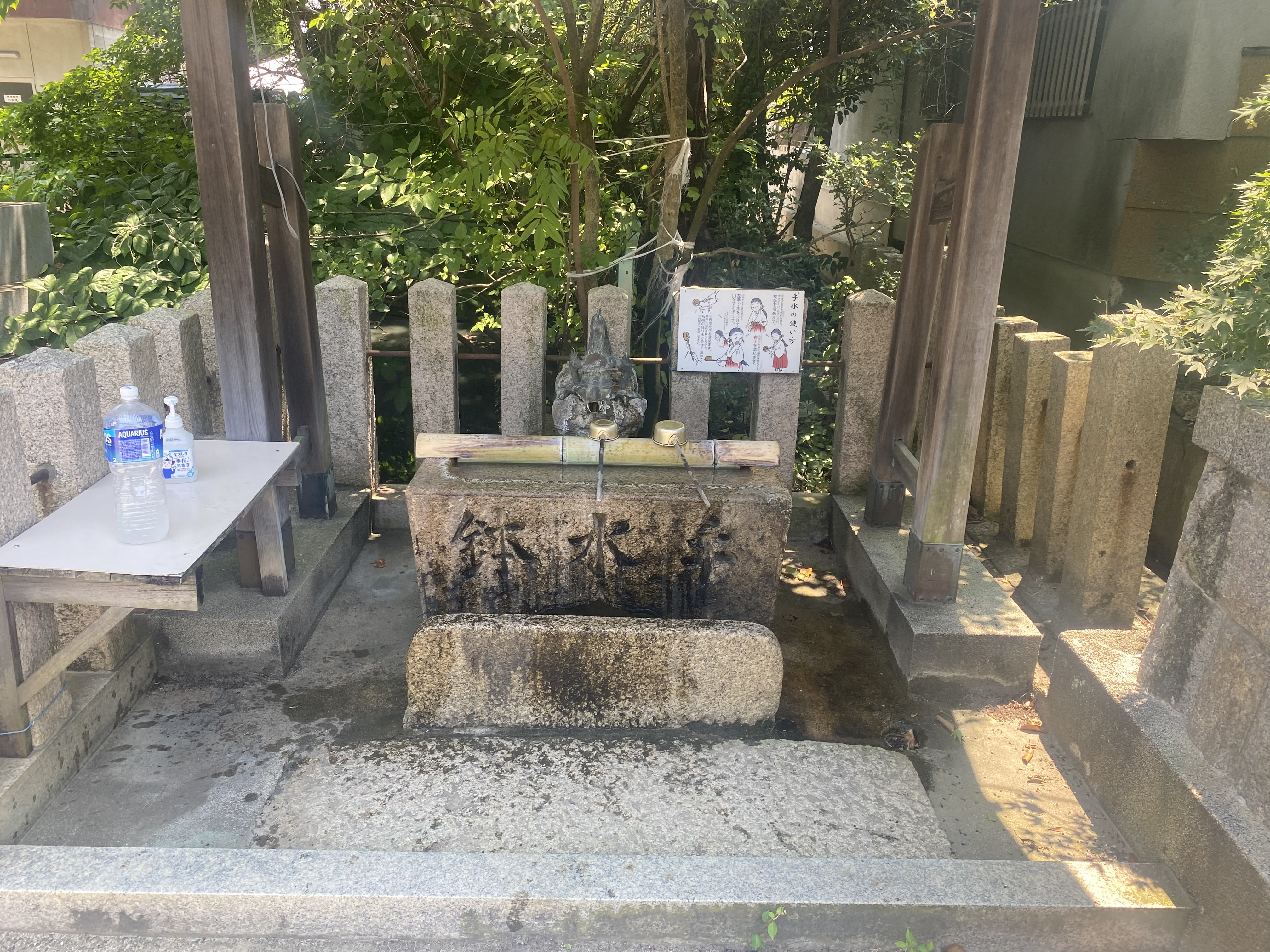
手水舎

この神社の創建年代等については不詳であるが、平安時代に作られた延喜式にも記載されている神社である。平安初期に編纂された新撰姓氏録に「八木造、和多罪豊玉命の児、布留多摩命の後なり」という記述があり、古代の豪族である八木氏が祖神である布留多摩命を祀ったのが起源ではないかとされる。以前は八木郷の郷社であったが、江戸時代に各村毎に村社を創設した際には中井村の村社として崇められてきた（古書によると、中井村の「中井」は「中八木」が転訛したものとされる）。その後、明治に入り1872年（明治5年）に村社に列格し、明治41年から42年（1908年から1909年）の間に八木村および北掃守村大字吉井、忠岡村大字北出・高月の村社を合祀。1943年（昭和18年）に郷社に昇格している。

## 文化財
- 岸和田市指定有形文化財
  - 雨乞絵馬(津田雲渓筆)[3]
- 岸和田市指定天然記念物
  - 夜疑神社社叢[3]

## 例祭等
- 例祭 ： 毎年10月5日
- だんじり宮入り ： 毎年体育の日の前々日
  - 八木だんじり祭の初日8時半 - 9時半頃にかけて、境内に八木地区（中井町、吉井町、荒木町、下池田町、箕土路町、西大路町、小松里町、額町、額原町、大町、池尻町）の11台のだんじりが並ぶ。宮入りの順番は毎年同じである[1]。